# Pascal Ickx
Pascal Ickx (Lubbeek, 30 marzo 1937) è un ex pilota automobilistico e giornalista belga.
Figlio di Jacques, è fratello maggiore di Jacky e zio di Vanina.

## Carriera
Figlio di Jacques Ickx, famoso giornalista e gentleman-driver, e fratello maggiore del più famoso Jacky, nel 1950 diventò pilota d'aereo a tredici anni.
A venti anni, nel 1957, partecipò alla Liegi-Sofia-Liegi del 1956 con una Mercedes 300 SL in coppia con Willy Mairesse. Nel 1962 concluse al quinto posto il Rally dell'Acropoli con una Mercedes-Benz 220SE; nello stesso anno partecipò con una Fiat-Abarth 850 TC al Tour de France, corsa che disputò anche nel 1963 al volante di una Abarth-Simca 1300 condivisa con Mauro Bianchi. Con la scuderia di Carlo Abarth, composta anche da Mario Poltronieri e Teddy Pilette, nel 1963 stabilì sull'Autodromo di Monza il nuovo primato mondiale nelle 5.000 miglia, 10.000 chilometri, 48 e 72 ore al volante della Fiat 2300 S; per l'azienda torinese lavorò anche presso l'ufficio stampa. Al volante di una Lancia Flaminia, nel 1964 si ritirò alla 24 Ore di Spa, mentre nel 1965 riuscì a vincerla con una BMW 1800 TISA condivisa con Gérard Langlois van Ophem, portando alla casa bavarese il primo dei numerosi successi ottenuti nella classica maratona belga.
Smessa l'attività di pilota, intraprese il lavoro di giornalista.

## Vita privata
L'11 novembre 1964 sposò Ornella Spinazzè da cui ebbe le figlie Patrizia e Paola, nate rispettivamente nel 1965 e 1970. È stato ufficiale della Riserva militare.